# Torneo de Stanford 2014
El Bank of the West Classic 2014 es un torneo de tenis profesional que se juega en canchas duras. Es la 43.ª edición del torneo que forma parte de los torneos Premier de la WTA Tour 2014 y forma parte del conjunto de torneos del US Open Series 2014. Se llevará a cabo en Stanford, Estados Unidos entre el 28 julio y el 3 de agosto de 2014.

## Cabeza de serie

### Individual femenino
| Tenista              | Ranking | Preclasificada |
| Serena Williams      | 1       | 1              |
| Agnieszka Radwańska  | 5       | 2              |
| Angelique Kerber     | 8       | 3              |
| Victoria Azarenka    | 10      | 4              |
| Ana Ivanovic         | 11      | 5              |
| Dominika Cibulková   | 12      | 6              |
| Carla Suárez Navarro | 16      | 7              |
| Andrea Petkovic      | 18      | 8              |

### Dobles femenino
| Tenista                               | Ranking | Preclasificada |
| Raquel Kops-Jones Abigail Spears      | 26      | 1              |
| Alla Kudryavtseva Anastasia Rodionova | 40      | 2              |
| Garbiñe Muguruza Carla Suárez Navarro | 67      | 3              |
| Chan Hao-ching Andrea Petkovic        | 69      | 4              |

## Campeones

### Individual Femenino
Serena Williams venció a  Angelique Kerber por 7-6(1), 6-3

### Dobles Femenino
Garbiñe Muguruza /  Carla Suárez Navarro vencieron a  Paula Kania /  Kateřina Siniaková por 6-2, 4-6, [10-5] 